# Список крабов России
В данный список включены крабы (лат. Brachyura) и крабоиды (лат. Lithodidae), обитающие в морях, пресноводных водоёмах и на суше на территории России.

## Крабы и крабоиды России

### Крабы и крабоиды Дальнего Востока

#### Крабоиды
- Hapalogaster dentata (De Haan, 1844) — Зубчатый крабоид-подкаменщик
- Hapalogaster grebnitzkii (Schalfeew, 1852) — Крабоид-подкаменщик Гребницкого
- Dermaturus mandtii (Brandt, 1850) — Каменный крабоид
- Oedignathus inermis (Stimpson, 1860) — Каменный крабоид
- Paralithodes camtschaticus (Tilesius, 1815) — Камчатский краб
- Paralithodes platypus (Brandt, 1850) — Синий краб
- Paralithodes brevipes (H. Milne Edwards & Lucas, 1841) — Колючий краб
- Lithodes aequispinus (Benedict, 1895) — Равношипый краб
- Lithodes couesi (Benedict, 1895) — Краб Коуэса
- Paralomis multispina (Benedict, 1895) — Многошипый краб
- Paralomis verrilli (Benedict, 1895) — Краб Веррилла
- Sculptolithodes derjugini (Makarov, 1934) — Краб Дерюгина

#### Крабы
- Paradromia japonica (Henderson, 1888)
- Paradorippe granulata (De Haan, 1841) — Стыдливый краб
- Oregonia gracilis (Dana, 1851) — Острорылый краб
- Oregonia bifurca (Rathbun, 1902)
- Pugettia quadridens (De Haan, 1839) — Водорослевый краб
- Pisoides bidentatus (H. Milne Edwards, 1873) — Двузубый писоидес
- Chionoecetes opilio (Fabricius, 1788) — Обыкновенный краб-стригун
- Chionoecetes opilio elongatus (Rathbun) — Промысловый краб-стригун
- Chionoecetes bairdi (Rathbun, 1924) — Краб-стригун Бэрда
- Chionoecetes angulatus (Rathbun, 1924) — Краб-стригун ангулятус
- Chionoecetes japonicus (Rathbun, 1932) — Японский краб-стригун
- Chionoecetes tanneri (Rathbun, 1893) — Краб-стригун Таннера
- Hyas alutaceus (Brandt, 1851)
- Hyas ursinus (Rathbun, 1924)
- Erimacrus isenbeckii (Brandt, 1848) — Четырёхугольный волосатый краб
- Telmessus cheiragonus (Tilesius, 1815) — Пятиугольный волосатый краб
- Trachycarcinus balssi (Rathbun, 1932)
- Glebocarcinus amphioetus (Rathbun, 1898) — Овальный краб
- Charybdis japonica (H. Milne Edwards, 1861) — Японский краб
- Eriocheir japonica (De Haan, 1835) — Японский мохнаторукий краб
- Hemigrapsus longitarsis (Miers, 1879)
- Hemigrapsus penicillatus (De Haan, 1835) — Кистеносный прибрежный краб
- Hemigrapsus sanguineus (De Haan, 1835) — Обыкновенный прибрежный краб
- Gaetice depressus (De Haan, 1835)
- Helice tridens (De Haan, 1835)
- Sakaina yokoyai (Glassel, 1933)

- Pinnixa rathbunae (Sakai, 1934) — Пинникса Рэтбан
- Pinnixa tumida (Stimpson, 1858)
- Holothuriophilus mutuensis (Sakai, 1939)

- Tritodynamia rathbunae (Shen) — Краб-горошинка Рэтбан
- Paracleistostoma cristatum (De Man, 1895) — Краб-горошинка Рэтбан

### Крабы Черного моря
- Macropodia longirostris (Fabricius, 1775)
- Macropodia rostrata (Linnaeus, 1761)
- Macropodia czerniavskii (Brandt, 1880)
- Cancer pagurus (Linnaeus, 1766) — Большой сухопутный краб
- Pirimela denticulata (Montagu, 1808)
- Sirpus zariquieyi (Gordon, 1953)
- Portumnus latipes (Pennant, 1777)
- Carcinus aestuarii (Nardo, 1847) — Травяной краб

- Liocarcinus navigator (Herbst, 1794)

- Liocarcinus holsatus (Fabricius, 1798)

- Liocarcinus depurator (Linnaeus, 1798)

- Callinectes sapidus (Rathbun, 1896) — Голубой краб-плавунец
- Pilumnus hirtellus (Linnaeus, 1761) — Волосатый краб
- Eriphia verrucosa (Forsskål, 1775) — Каменный краб

- Xantho poressa (Olivi, 1792) — Песочный краб
- Rhithropanopeus harrisi tridentata (1874)
- Brachynotus sexdentatus Risso (1827)
- Planes minutus Linnaeus (1758)
- Pachygrapsus marmoratus (Fabricius, 1787) — Мраморный краб
- Pisidia longimana (Risso, 1815)

### Крабы и крабоиды северных морей

#### Крабоиды
- Paralithodes camtschaticus (Tilesius, 1815) — Камчатский краб
- Lithodes maja (Linnaeus, 1758)

#### Крабы
- Hyas araneus (Linnaeus, 1758)
- Hyas coarctatus (Leach, 1815)
- Macropodia rostrata (Linnaeus, 1761)
- Geryon trispinosus (Herbst, 1803)

### Крабы Балтийского моря
- Carcinus maenas (Linnaeus, 1758) — Европейский сухопутный краб
- Rhithropanopeus harrisi tridentata (Maitland, 1874) — Голландский крабик
- Eriocheir sinensis (H. Milne Edwards, 1853) — Китайский мохнаторукий краб

### Крабы Каспийского и Аральского морей
- Rhithropanopeus harrisi tridentata (Maitland, 1874) — Голландский крабик

### Пресноводные крабы
- Potamon tauricum (Bieberstein, 1808)
- Potamon ibericum (Bieberstein, 1809)
- Potamon magnum (Pretzmann, 1962)